# Cantó de Labrit
El cantó de Labrit és un cantó francès del departament de les Landes, situat al districte de Mont de Marsan. Té 9 municipis i el cap és Labrit.

## Municipis
- Belís
- Brocars
- Canens e Arriu Aub
- Cèra
- Garenh
- Labrit
- Malhèras
- Lo Sen
- Vert

## Història
| Data d'elecció                           | Identitat          | Partit | Qualitat |
| ---------------------------------------- | ------------------ | ------ | -------- |
| 1951-1973                                | Camille Lugardon   | PRRRS  |          |
| 1973-1992                                | Paul Laulom        | RPR    |          |
| 1992-1998                                | Michel Simon       | RPR    |          |
| 1998-                                    | Dominique Coutière | PS     |          |
| les dades anteriors no són pas conegudes |                    |        |          |
|                                          |                    |        |          |

## Demografia
| 1962  | 1968  | 1975  | 1982  | 1990  | 1999  | 2006  |
| ----- | ----- | ----- | ----- | ----- | ----- | ----- |
| 2.712 | 3.111 | 2.736 | 2.689 | 2.785 | 2.935 | 3.388 |